# Georgenpalais

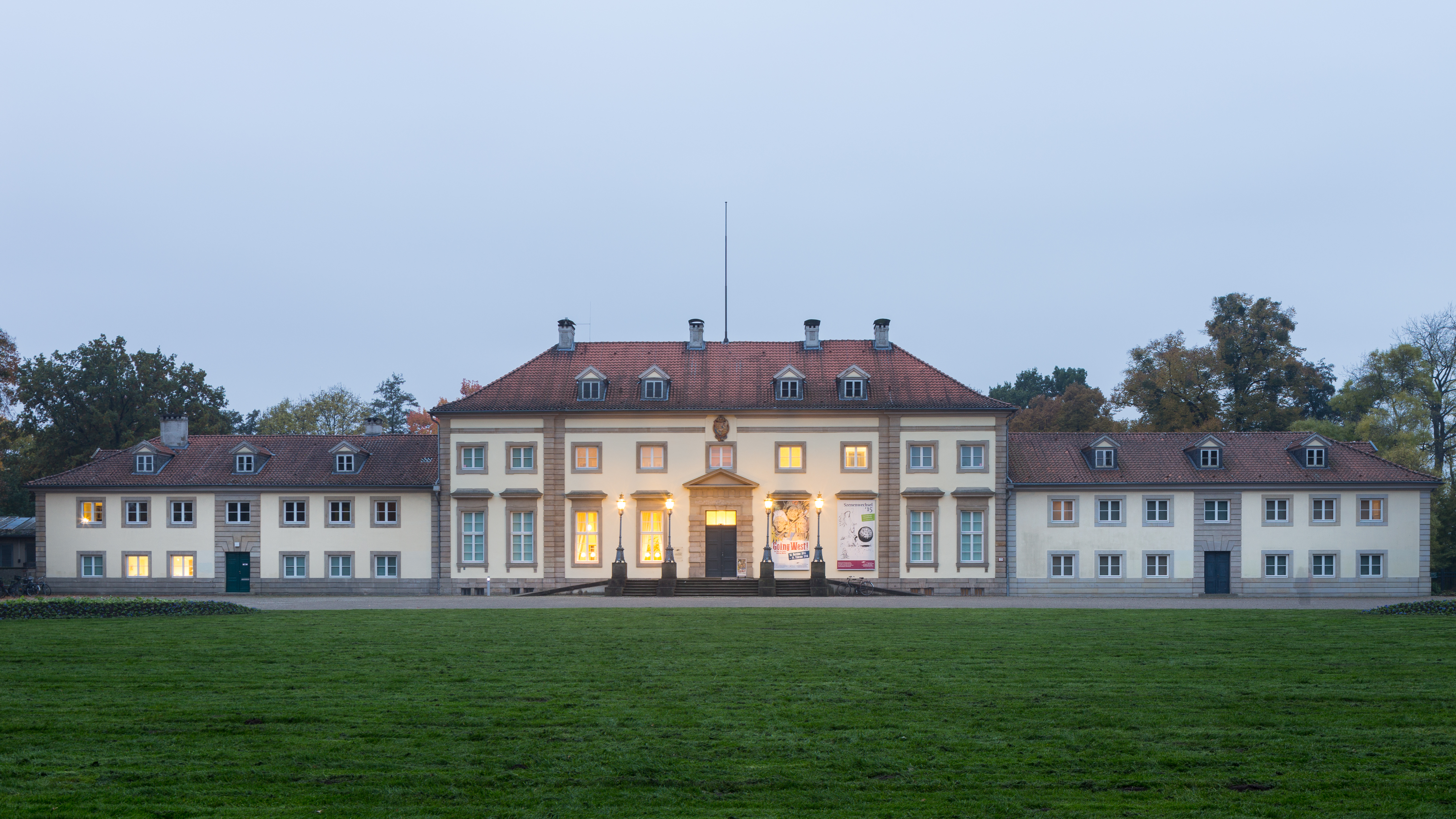
Das Georgenpalais

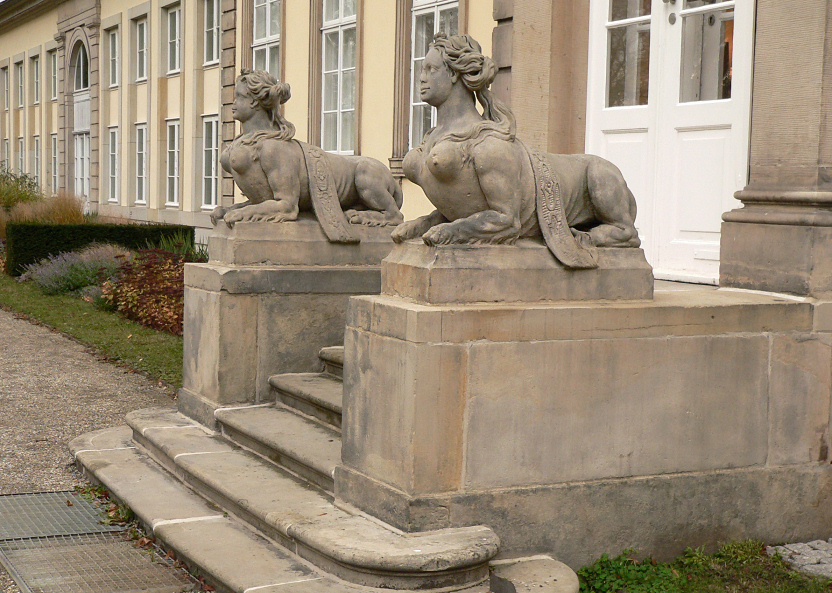
Sphingen an der Gebäuderückseite

Das Georgenpalais ist ein Palais im Georgengarten in Hannover. Das Palais wurde zwischen 1780 und 1782 von Baumeister Tänzel errichtet und war zunächst als Wallmodenpalais oder auch Wallmodenschlösschen ein Teil der Wallmodengärten. Auftraggeber für den Bau war Graf Johann Ludwig von Wallmoden-Gimborn, der mit seinen Plänen den Grundstein für den heutigen Georgengarten legte.
Der Wallmodengarten wurde 1817 samt Schloss an Georg III. zur Erweiterung der königlichen Herrenhäuser Gärten verkauft und trug seit 1818 den geänderten Namen des Königs. 1921 gingen Garten und Palais in den Besitz der Stadt Hannover über. 1949 wurde das im Zweiten Weltkrieg bei den Luftangriffen auf Hannover beschädigte Georgenpalais von der Wilhelm-Busch-Gesellschaft übernommen. Der stark beschädigte westliche Seitenflügel wurde anschließend neu errichtet. Heute wird das Georgenpalais als Wilhelm Busch – Deutsches Museum für Karikatur und Zeichenkunst (vorher: Wilhelm-Busch-Museum) genutzt.
Auf der Rückseite des Georgenpalais befinden sich zwei Sphingen aus Sandstein auf den Treppenabsätzen.